# Gunnellichthys
Gunnellichthys är ett släkte av fiskar. Gunnellichthys ingår i familjen Microdesmidae.
Kladogram enligt Catalogue of Life:
| Gunnellichthys | \| \| Gunnellichthys copleyi \| \| \| \| \| \| Gunnellichthys curiosus \| \| \| \| \| \| Gunnellichthys grandoculis \| \| \| \| \| \| Gunnellichthys irideus \| \| \| \| \| \| Gunnellichthys monostigma \| \| \| \| \| \| Gunnellichthys pleurotaenia \| \| \| \| \| \| Gunnellichthys viridescens \| \| \| \| |
|                | \| \| Gunnellichthys copleyi \| \| \| \| \| \| Gunnellichthys curiosus \| \| \| \| \| \| Gunnellichthys grandoculis \| \| \| \| \| \| Gunnellichthys irideus \| \| \| \| \| \| Gunnellichthys monostigma \| \| \| \| \| \| Gunnellichthys pleurotaenia \| \| \| \| \| \| Gunnellichthys viridescens \| \| \| \| |
|                | Cerdale |
|                | |
|                | Clarkichthys |
|                | |
|                | Microdesmus |
|                | |
|                | Navigobius |
|                | |
|                | Paragunnellichthys |
|                | |
|                | Pterocerdale |
|                | |
|                | Gunnellichthys copleyi |
|                | |
|                | Gunnellichthys curiosus |
|                | |
|                | Gunnellichthys grandoculis |
|                | |
|                | Gunnellichthys irideus |
|                | |
|                | Gunnellichthys monostigma |
|                | |
|                | Gunnellichthys pleurotaenia |
|                | |
|                | Gunnellichthys viridescens |
|                | |

|  | Gunnellichthys copleyi      |
|  |                             |
|  | Gunnellichthys curiosus     |
|  |                             |
|  | Gunnellichthys grandoculis  |
|  |                             |
|  | Gunnellichthys irideus      |
|  |                             |
|  | Gunnellichthys monostigma   |
|  |                             |
|  | Gunnellichthys pleurotaenia |
|  |                             |
|  | Gunnellichthys viridescens  |
|  |                             |